# Зузенко, Александр Михайлович
Александр Михайлович Зузенко (псевдонимы: А. Нарген, А. Наргин, А. Матуличенко, А. Мамин, С. Мамин и др.; 1884 — 25 августа 1938) — российско-австралийский профессиональный революционер, моряк (капитан судна), журналист.

## Биография

### До 1917: начало революционной работы и переезд в Австралию
По собственным словам, в 1904 году включился в революционную борьбу, в середине 1905 года за неблагонадёжностью был снят с учебного судна «Великая княгиня Ксения Александровна» и исключён из Магнушевского училища. Осенью 1905 года вступил в Боевую организацию эсеров, в начале 1906 за организацию политической забастовки исключён из Рижского мореходного училища. Утверждал, что принимал участие в подготовке ряда терактов в Риге и на юге России, дважды попадал в тюрьму: в ноябре 1906 года в Риге и в 1908 году в Николаеве.
В 1911 году покинул Россию и включился в организацию Союза русских моряков за границей со штаб-квартирой в Антверпене. Затем прибыл моряком в Австралию и остался в Брисбене. Был разнорабочим. Порвав с партией эсеров, Зузенко включился в работу анархо-синдикалистской организации «Индустриальные рабочие мира» (ИРМ), участвовал в подготовке забастовок рабочих на плантациях сахарного тростника.

### 1918—1920: от анархизма — к коммунизму
Зузенко примкнул к Союзу русских рабочих (до 1914 года — Союз русских эмигрантов), которым с 1911 года руководил большевик Артём (Сергеев) (вернулся в Россию в 1917 году). В 1918 году, после Октябрьской революции, Зузенко возглавил Союз русских рабочих и участвовал в издании газет «Знание и единение» и «Девятый вал». Женился на дочери радикально настроенных эмигрантов из России Цецилии (Циве) Розенберг, которая помогала ему в издательской деятельности. 23 марта 1919 года возглавил шествие русских и радикально настроенных местных рабочих под красным знаменем, которое вылилось в столкновения со стрельбой и погромами русского квартала (эти события остались в истории под названием «Red Flag Riots» — «Краснознамённое восстание» или «Бунты красного флага»).
Зузенко был выслан из Австралии (по его словам, власти намеревались отдать его на расправу правительству Деникина). Сообщал, что побывал в тюрьмах Хобарта (Тасмания), Коломбо (Цейлон), Бомбея (Индия; там он объявлял голодовку и болел цингой), Суэца, Каира, Александрии (Египет) и Константинополя (Турция). В октябре 1919 года в Константинополе он был выпущен под полицейский надзор (по ходатайству беременной жены, которая в ноябре родила дочь Ксению), после чего с чужим паспортом добрался до Одессы, где находился на нелегальном положении до прихода Красной армии в феврале 1920 года.
Уже через два дня после смены власти объявил о присоединении к редакции газеты «Одесский набат» (закрыта большевиками после первого номера), пытался возродить газету «Буревестник» (также закрыта после первого номера) и даже намеревался издавать её нелегально. Затем в течение семи недель издавал «Известия Тираспольского ревкома». Позже Зузенко указывал, что именно в это время вступил в КП(б)У.
Был послан делегатом от Тирасполя на III Всероссийский съезд профсоюзов. Через год в одной из статей Зузенко писал, что именно на съезде, слушая Ленина и Троцкого, он осознал бесплодность анархизма и верность курса большевиков.
Вступив в РКП(б), Зузенко стал убеждать Карла Радека, Григория Зиновьева и других руководителей Коминтерна послать его обратно в Австралию для объединения местных социалистов в коммунистическую партию. Во время работы конгресса Артём и секретарь Исполнительного комитета Коминтерна Ян Берзин послали Зузенко в Петроград для доклада Малому бюро Коминтерна о ситуации в Австралии. В мае 1920 года Зузенко был принят в Коминтерн и снабжен заданием организовать в Австралии коммунистическую партию. Летом 1920 года принял участие во Втором конгрессе Коминтерна в качестве представителя коммунистической группы Квинсленда (по сути, самозванной) без права голоса.

### 1920—1922: второе путешествие в Австралию
В середине октября 1920 года Зузенко через Мурманск покинул Советскую Россию с намерением по заданию Коминтерна тайно, по поддельным документам, проникнуть в Австралию. Он прибыл в норвежский Вардё, а затем в Кристианию, далее из Бергена отплыл в Ньюкасл и добрался до Лондона. Не сумев получить там существенной помощи, Зузенко решил отплывать из Ливерпуля, но из-за проблем с документами не мог этого сделать до января 1921 года, когда ему удалось попасть в Канаду, а затем перебраться в США с группой шинфейнеров и достичь Нью-Йорка. Там он стал свидетелем противостояния Коммунистической партии Америки и Коммунистической рабочей партии Америки, выступал со статьями в газете «Новое русское слово», разъяснял структуру и функционирование советского государства.
В апреле 1921 года прибыл в Сан-Франциско, где вступил в контакт с организатором Объединенной коммунистической партии Уильямом Костли с целью получить помощь в организации поездки в Австралию. Отплыть оттуда, однако, не удалось: сначала Костли не получил подтверждения полномочий Зузенко и заподозрил его в провокаторстве, затем началась забастовка моряков. Зузенко, по его собственным словам, стал участвовать в организации обществ технической помощи Советской России, сельскохозяйственных коммун, а затем — общества помощи голодающим в Поволжье, в рамках работы которого сотрудничал с квакерами и добирался до колонии молокан в долине Гуадалупе в Мексике. Утверждал, что предпринимал многочисленные бесплодные попытки попасть в Австралию как из Сан-Франциско, так и из Сиэтла. Затем добрался до Ванкувера, и лишь в мае 1922 года в Виктории ему удалось сесть на пароход до Окленда.

### 1922: работа в Австралии
Зузенко прибыл в Австралию в июле 1922 года и обнаружил, что Коммунистическая партия Австралии уже создана. Более того, в ней шла борьба между фракцией бывшей Социалистической партии Австралии и профсоюзной фракцией. 15—16 июля Зузенко принял участие в важной встрече враждующих сторон и приписал себе успех в их примирении, а также, по его собственным словам, прочитал ряд лекций о Советской России, написал несколько статей, способствовал созданию общества технической помощи Советской России в Сиднее, воссоздал ячейку партии в Мельбурне.
Там 9 августа 1922 года он был арестован и приговорен к тремя месяцам тюрьмы и депортации, причём суд установил, что он ранее был выслан из страны после событий в Брисбене, но доказать использование им поддельного паспорта на имя гражданина Норвегии Тони Толлагсена Тьёрна полиции не удалось. Зузенко был отпущен на поруки и 7 сентября отбыл из Австралии в Лондон за счёт партии. Там он был арестован Скотленд-Ярдом и водворён в тюрьму Брикстон. Продолжал утверждать, что является гражданином Норвегии Тьёрном, а Зузенко — лишь его журналистский псевдоним, и в ноябре даже объявлял голодовку. Тем не менее, британские власти решили выслать его в Советскую Россию.
В 1924 году письмо сооснователя Коммунистической партии Австралии Тома Уолша на имя Тьёрна позволило австралийскому журналисту Джорджу Кэмпбеллу Диксону ускоренно оформить документы для проезда через СССР в сторону Англии, при этом в дальнейшем стало и одним из поводов для ареста в Австралии с целью депортации и самого Уолша (что впоследствии всё же было признано незаконным).

### 1923—1938: журналистика, мореходство, гибель
Вернувшись в Россию в январе 1923 года, Зузенко доложил Коминтерну о своих странствиях и о положении австралийской компартии. В течение года предположительно работал начальником порта в Мариуполе, а осенью попал в Москву и стал работать в газете «На вахте», а затем — в газете «Гудок», где писал, в частности, об условиях жизни рабочих в разных странах и мировом коммунистическом движении. С этими изданиями тогда сотрудничали Константин Паустовский (подружившийся с Зузенко), Михаил Булгаков, Эдуард Багрицкий, Илья Ильф и Евгений Петров, Александр Грин, Исаак Бабель; к кругу знакомых Зузенко также относились Валентин Катаев, Алексей Новиков-Прибой, Юрий Олеша, Семён Гехт, Виктор Шкловский.
Затем обосновался в Ленинграде и стал работать на судах Балтийского пароходства. В частности, известно, что в сентябре 1924 года он был капитаном грузового судна «Владимир Русанов». Тогда же власти Великобритании наложили запрет на сход Зузенко на берег, что стало предметом официального протеста советских властей, направленного в Форин-офис в 1925 году. Запрет остался в силе, однако Зузенко его неоднократно нарушал. По имеющимся воспоминаниям, находясь в Лондоне, Зузенко принимал в своей каюте основателей Коммунистической партии Великобритании Уильяма Галлахера и Гарри Поллита.
10 апреля 1938 года был арестован по обвинению в шпионаже в пользу Великобритании, а 25 августа 1938 года расстрелян в Коммунарке. По воспоминаниям вдовы, незадолго до ареста Зузенко говорил: «Я не удивлюсь, если мы утром проснёмся, и у нас будут развеваться фашистские флаги. Это же фашизм, что у нас происходит». Реабилитирован 1 сентября 1956 года.

## Судьба Зузенко в литературе
В 1923—1924 годах году вместе с Зузенко в газетах «На вахте» и «Гудок» работал писатель Константин Паустовский. Он включил в некоторые ранние произведения полученные от Зузенко свидетельства об австралийских плантациях сахарного тростника, о забастовках и демонстрациях на улицах Брисбена. В 1925 году Паустовский посвятил Зузенко очерк «Капитан-коммунар», а пять лет спустя включил его под именем капитана Кравченко в роман «Блистающие облака». Позже, в 1960-е годы, в «Повести о жизни» Паустовский привёл свои воспоминания о дружбе с Зузенко.
На судах Балтийского пароходства под началом Зузенко работал Юрий Клименченко, который впоследствии приобрел известность как писатель. В роман 1959 года «Штурман дальнего плавания» он включил эпизод, явно отсылающий к судьбе Зузенко. В книге воспоминаний «Корабль идёт дальше» (Л., 1973) в главе «Лонг Алек» Клименченко подробно рассказывает о том, как работал с Зузенко на пароходе «Рошаль» и на теплоходе «Смольный» на линии «Ленинград — Лондон», о его личности и судьбе. Наконец, роман Клименченко «Жизнь и приключения Лонг Алека» (Л., 1975) основан на истории жизни Зузенко.
В воспоминаниях как Паустовского, так и Клименченко содержится ряд неточностей. Так, оба не упоминают об аресте и гибели Зузенко (хотя Клименченко об этих событиях не мог не знать). И Паустовский, и Клименченко пишут, что Зузенко в Англии (либо в Австралии) был приговорён к смертной казни, а затем обменян на офицеров из числа британских интервентов. Этот рассказ, по-видимому, основан на словах самого Зузенко (о нём упоминала в интервью и дочь Ксения), однако не соответствует действительности. Ни Паустовский, ни Клименченко также не пишут о втором периоде пребывания Зузенко в Австралии. Не соответствует документальным свидетельствам рассказ Клименченко об отмене запрета на выход Зузенко на британский берег и о его отказе принять эту «амнистию». Ничего не сообщает Клименченко и о существенных неприятных инцидентах, произошедших со «Смольным» в 1933—1937 годах, когда им командовал Зузенко (столкновения, пожар на судне). Кроме того, неверно семейное предание о том, что Зузенко находился в английской тюрьме вместе с Литвиновым.
25 декабря 1923 года Зузенко опубликовал в «Гудке» статью «Жив ли Христос», в которой утверждал, что такие историки как Филон Александрийский, Иуст Тивериадский и Иосиф Флавий не упоминают о Христе и что легенда о Христе — «не что иное, как пересказ легенды о Будде», Осирисе, Мардуке, Адонисе, Таммуз, Аттисе, Дионисе, то есть о боге-солнце. Схожую аргументацию в духе мифологической школы использует герой романа Михаила Булгакова «Мастер и Маргарита» Берлиоз. Булгаков не мог не знать о статье Зузенко, так как его собственный рассказ был напечатан на той же странице газеты.

### Монографии, сборники документов
- Windle K. Undesirable: Captain Zuzenko and the Workers of Australia and the World. — Melbourne: Australian Scholarly Publishing, 2012. — 274 p. — ISBN 9781921875755.
- Our Unswerving Loyalty: A Documentary Survey of Relations Between the Communist Party of Australia and Moscow, 1920—1940 / Lowell D. W., Windle K. (editors). — ANU E Press, 2008. — 380 p. — ISBN 9781921313967.

### Статьи, публикации документов
- Уиндл К. Александр Зузенко и австралийская тема в советской литературе // Studia Rossica Posnaniensia. — 2005. — Т. XXXII. — С. 11–20. — ISSN 0081-6884.
- Уиндл К. Журналист и революционер на трех континентах: А. М. Зузенко // Тыняновский сборник. — М., 2006. — Вып. 12. — С. 452—468. — ISBN 5-902312-86-8.
- Windle K. A Troika of Agitators: Three Comintern Liaison Agents in Australia, 1920-22 (англ.) // Australian Journal of Politics and History. — 2006. — Vol. 52, no. 1. — P. 30–47. — doi:10.1111/j.1467-8497.2006.00406a.x.
- Windle K. Nabat and its Editors: the 1919 Swansong of the Brisbane Russian Socialist Press, or Нас еще судьбы безвестные ждут (англ.) // Australian Slavonic and East European Studies. — 2007. — Vol. 21, no. 1—2. — P. 143–163.
- Windle K. Orpheus down under: fragments by A. N. Tolstoi on the career of Captain Zuzenko (англ.). — 2006. — Vol. 12, no. 2. — ISSN 13617427.
- Windle K. Round the world for the revolution: a Bolshevik agent’s mission to Australia, 1920–22, and his interrogation by Scotland Yard (англ.) // Revolutionary Russia. — 2004. — Vol. 17, no. 2. — P. 90—118. — ISSN 09546545. — doi:10.1080/0954654042000289714.
- Windle K. Standard-bearer of the Australian revolution: the interrogation of Aleksandr Zuzenko by Special Branch, an annotated transcript (англ.) // New Zealand Slavonic Journal. — 2005. — Vol. 39. — ISSN 00288683.
- Windle K. ‘The Achilles Heel of British Imperialism’: A Comintern agent reports on his mission to Australia, 1920–1922. An annotated translation. (англ.) // Australian Slavonic and East European Studies. — 2004. — Vol. 18, no. 1—2. — P. 143–176.
- Windle K. ‘Unmajestic bombast’: The Brisbane Union of Russian Workers as Shown in a 1919 Play by Herman Bykov (англ.) // Australian Slavonic and East European Studies. — 2005. — Vol. 19, no. 1—2. — P. 29—51.

### Воспоминания
- Клименченко Ю. Д. Корабль идёт дальше. — Л.: Советский писатель, 1973. — 440 с.
- Паустовский К. Г. Капитан-коммунар // Родина: рассказы, очерки и публицистика. — М.: Современник, 1972. — С. 16—17. — 238 с.
- Паустовский К. Г. Книга скитаний. — М.: Советская Россия, 1964. — 253 с.

### Художественные произведения
- Клименченко Ю. Д. Жизнь и приключения Лонг Алека. — Л.: Лениздат, 1975. — 480 с.
- Клименченко Ю. Д. Штурман дальнего плавания. — Л.: Лениздат, 1959. — 552 с.

- Паустовский К. Г. Блистающие облака. — Харьков: Пролетарий, 1929.